# Meise

Meises vapen

Meises läge inom provinsen Vlaams-Brabant

Meise (inofficiellt Meysse på franska) är en kommun i provinsen Vlaams-Brabant i regionen Flandern i Belgien. Meise hade 18 418 invånare den 1 januari 2013.